# Епањел бретон

## Кратка историја
Порекло француско, тачније центар Бретање. Сада бројчано прва раса птичара у Француској. Вероватно једна од најстаријих раса типа Епањел, побољшана до краја 20-ог века различитим укрштањима и селекцијама. Први пројекат о стандарду расе израђен је у Нанту 1907. год, представљен је и прихваћен за време прве пленарне скупштине клуба у Лудеаку (бивша Северна обала) 7. јуна 1908. године. То је био први стандард “клуба епањел бретона са природно кратким репом”.
Најмањи од свих птичара епањел бретон је ловачки пас са кратким репом или без репа. Складно грађен са чврстим али не сувише крупним скелетом. У цјелини јак и плећат али не и здепаст, довољно елегантан. То је снажан пас живахног и интелигентног погледа. Изгледа као мали “цоб бревилигне-кратка грађа”, пун енергије коју чува још из своје еволуције, модел “бревилигне” је жељен и устаљен од стране реформатора расе.

## Понашање и карактер
Пас који се уклапа у сваку социјалну средину, интелигентан, опрезан, ментално уравнотежен. Поливалентан (вишенаменски) пас птичар намењен за сву дивљач и на свим теренима. Значајан је по тражењу, начину хода, чулу вида, претраживању, спонтаности и начину држања, подесности у дресури.

## Кретање
Различити начини хода, лагани али снажни, правилни(уједначени) и живахни. Удови се помјерају у једну линију без вертикалних осцилација тијела и без њихања, леђа остају чврста. Галоп је најважнији начин хода на терену. Кораци су брзи амплитуда осредња. Задње ноге се при галопу не избацују уназад.

## Боја
Длака је оранж-бијела, црно бијела, браон бијела, са шарама које заузимају неравномјерне области. Могу бити чистих боја или пјегави на носнику уснама и удовима. Са једнаким ватреним шарама оранж или тамно оранж на предњем дијелу главе, на уснама, око очију, на удовима, по грудима, изнад врха репа код тробојних паса. Мала шара на челу је прихватљива код свих боја. Једнобојна длака није прихватљива.

## Висина
- мужјаци:
  - минимална висина: 48cm са толеранцијом -1cm
  - максимална висина: 51cm са толеранцијом +1
- женке:
  - минимална висина: 47cm са толеранцијом – 1cm
  - максимална висина: 50 са толеранцијом +1
    - идеална висина:
      - мужјаци: 49-50cm
      - женке:48-49cm

## Недостаци
- свако одступање у односу на оно што је претходно наведено, може се сматрати недостатком који ће бити кажњен у зависности од његове озбиљности.
- карактер:плашљивост, плаховит поглед.
- линије главе: благо се разилазе(дивергентне)
- носник: узак и клинаст
- носна печурка: унутрашњост ноздрва депигментисане.
- зубало: састављено у клијешта. Зуби слабо усађени.
- усне: дебеле, сувише опуштене, претјерано лабаве.
- очи: лоптасте, бадемасте или округле.
- уши: ниско усађене, узане на почетном дијелу.
- Леђа: сједласта или лучна.
- сапи: сувише уске или веома опуштене
- абдомен(стомак, задњи део тијела): огроман, јако припијен (хртаст).
- шапе: спљоштене, сувише дуге или округле.
- врат: сувише кратак и наборан, благи фанон
- крсти: дуга, уска, слаба
- бокови: удубљени, често повезани са слабом крстима којима недостаје ширина.
- удови: танке кости, избачени лактови, извијене ноге према споља (О ноге) или према унутра (X ноге).
- длака: срасла са тијелом. Сувише кратка.

## Озбиљни недостаци
- понашање: равнодушан темперамент.
- лобања: јагодице веома изражене, фанон веома истакнут, аркаде веома уочљиве, стоп превише изражен.
- очи: свијетле, поглед зао као код птице грабљивице.
- врат: претјерано дугачак, фанон изражен.
- начин хода: потешкоће приликом хода.

## Елиминаторни недостаци
- све карактерне мане: пас који уједа, агресиван према псима или људима или плашљив пас.
- недостатак код овог типа: недостатак карактеристика расе, пас који у својој раси више на личи на друге псе исте врсте.
- величина: ван граница стандарда.
- линија(форма) главе: конвергенција
- ненормална(неприродна) шара: бијела шара на ушима, око уоквирено бијелом бојом.
- очи: веома свијетле, различитих боја, разрокост, ентропија и ектропија.
- вилица: прогнатизам (предгриз).
- зубало: ПМ1 исто као и М3 се сматрају небитним. Само се може прихватити одсуство 2ПМ2 или 1ПМ2 и 1ПМ3. Остали недостаци су елиминаторни код зуба(ПМ2 и ПМ3). Сваки други недостатак зуба повлачиће за собом елиминацију.
- пигментација: недостатак пигмента на носној печурци и очним капцима.
- присуство задњег нокта, закржљалог.
- озбиљне морфолошке аномалије.

Н. Б. мужјаци морају имати два тестиса спуштена у скротум.